# Andreas Vindheim
Andreas Aalen Vindheim (Bergen, 4 augustus 1995) is een Noors voetballer die doorgaans speelt als rechtsback. In maart 2025 tekende hij voor Åsane. Vindheim maakte in 2020 zijn debuut in het Noors voetbalelftal.

## Clubcarrière
Vindheim speelde in de jeugdopleiding van SK Brann en maakte ook zijn debuut. Op 4 mei 2014 werd met 1–1 gelijkgespeeld tegen IK Start en Vindheim speelde de volledige negentig minuten mee. Zes dagen later werd een uitduel bij Aalesunds FK afgewerkt. Vindheim mocht opnieuw in de basis starten en acht minuten voor rust was hij verantwoordelijk voor het enige doelpunt van de wedstrijd: 0–1. In totaal kwam de rechtsback in 2014 tot tweeëntwintig competitieoptredens, maar hij kon niet voorkomen dat Brann degradeerde uit de Eliteserien.
In maart 2015 werd de Noor voor circa driehonderdvijftigduizend euro overgenomen door Malmö FF, waar hij zijn handtekening zette onder een verbintenis voor de duur van vier seizoenen. Na twee jaar werd dit contract verlengd tot eind 2020. Vindheim maakte in de zomer van 2019 voor circa 1,3 miljoen euro de overstap naar Sparta Praag. In januari 2022 werd de Noor voor een half seizoen gehuurd door Schalke 04. Een jaar later, nadat hij een half seizoen niet in actie was gekomen voor Sparta Praag, werd Vindheim verhuurd aan Lillestrøm. In september 2023 huurde FK Teplice de verdediger. Voor die club kwam hij niet in actie, waarna Vindheim in juli 2024 transfervrij mocht vertrekken bij Sparta Praag. Hij keerde in maart 2025 terug in Noorwegen, bij Åsane.

## Clubstatistieken
| Seizoen | Club         | Competitie    | Competitie | Competitie | Beker | Beker | Internationaal | Internationaal | Totaal | Totaal |
| Seizoen | Club         | Competitie    | Wed.       | Dlp.       | Wed.  | Dlp.  | Wed.           | Dlp.           | Wed.   | Dlp.   |
| ------- | ------------ | ------------- | ---------- | ---------- | ----- | ----- | -------------- | -------------- | ------ | ------ |
| 2014    | SK Brann     | Eliteserien   | 22         | 2          | 4     | 0     | —              | —              | 26     | 2      |
| 2015    | Malmö FF     | Allsvenskan   | 10         | 0          | 0     | 0     | 1              | 0              | 11     | 0      |
| 2016    | Malmö FF     | Allsvenskan   | 6          | 0          | 0     | 0     | —              | —              | 6      | 0      |
| 2017    | Malmö FF     | Allsvenskan   | 19         | 1          | 0     | 0     | 0              | 0              | 19     | 1      |
| 2018    | Malmö FF     | Allsvenskan   | 10         | 1          | 4     | 0     | 11             | 1              | 25     | 2      |
| 2019    | Malmö FF     | Allsvenskan   | 10         | 0          | 1     | 0     | 2              | 0              | 13     | 0      |
| 2019/20 | Sparta Praag | Česká liga    | 21         | 2          | 4     | 0     | —              | —              | 25     | 2      |
| 2020/21 | Sparta Praag | Česká liga    | 17         | 1          | 0     | 0     | 5              | 0              | 22     | 1      |
| 2021/22 | Sparta Praag | Česká liga    | 6          | 0          | 2     | 0     | 5              | 0              | 13     | 0      |
| 2021/22 | → Schalke 04 | 2. Bundesliga | 7          | 1          | 0     | 0     | —              | —              | 7      | 1      |
| 2022/23 | Sparta Praag | Česká liga    | 0          | 0          | 0     | 0     | 0              | 0              | 0      | 0      |
| 2022/23 | → Lillestrøm | Eliteserien   | 1          | 0          | 1     | 0     | —              | —              | 2      | 0      |
| 2023/24 | → FK Teplice | Česká liga    | 0          | 0          | 0     | 0     | —              | —              | 0      | 0      |
| 2023/24 | Sparta Praag | Česká liga    | 0          | 0          | 0     | 0     | 0              | 0              | 0      | 0      |
| 2014    | Åsane        | 1. divisjon   | 0          | 0          | 0     | 0     | —              | —              | 0      | 0      |
| Totaal  | Totaal       | Totaal        | 129        | 8          | 16    | 0     | 24             | 1              | 169    | 9      |

Bijgewerkt op 2 april 2025.

## Interlandcarrière
Vindheim maakte zijn debuut in het Noors voetbalelftal op 18 november 2020, toen in het kader van de UEFA Nations League een wedstrijd gespeeld werd tegen Oostenrijks. De Noren kwamen op voorsprong door een doelpunt van Ghayas Zahid en door een treffer van Adrian Grbić werd het uiteindelijk 1–1. Vindheim moest van bondscoach Lars Lagerbäck op de reservebank beginnen en hij mocht vier minuten voor tijd invallen voor Veton Berisha. De andere Noorse debutanten dit duel waren Per Kristian Bråtveit (Djurgårdens IF), Ruben Gabrielsen (Toulouse), Andreas Hanche-Olsen (AA Gent), Julian Ryerson (Union Berlin), Daniel Granli (Aalborg BK), Kristian Thorstvedt (KRC Genk), Sondre Tronstad (Vitesse), Kristoffer Askildsen (Sampdoria), Jørgen Strand Larsen (FC Groningen) en Håkon Evjen (AZ).
| Interlands van Andreas Vindheim voor Noorwegen | Interlands van Andreas Vindheim voor Noorwegen | Interlands van Andreas Vindheim voor Noorwegen | Interlands van Andreas Vindheim voor Noorwegen | Interlands van Andreas Vindheim voor Noorwegen | Interlands van Andreas Vindheim voor Noorwegen |
| №                                              | Datum                                          | Wedstrijd                                      | Uitslag                                        | Competitie                                     | Goals                                          |
| Als speler bij Sparta Praag                    | Als speler bij Sparta Praag                    | Als speler bij Sparta Praag                    | Als speler bij Sparta Praag                    | Als speler bij Sparta Praag                    | Als speler bij Sparta Praag                    |
| ---------------------------------------------- | ---------------------------------------------- | ---------------------------------------------- | ---------------------------------------------- | ---------------------------------------------- | ---------------------------------------------- |
| 1                                              | 18 november 2020                               | Oostenrijk – Noorwegen                         | 1 – 1                                          | Nations League 2020/21                         |                                                |

Bijgewerkt op 2 april 2025.

## Erelijst
| Competitie    |          |            |          |          |
| Competitie    | Aantal   | Jaren      |          |          |
| Malmö FF      | Malmö FF | Malmö FF   | Malmö FF | Malmö FF |
| ------------- | -------- | ---------- | -------- | -------- |
| Allsvenskan   | 2        | 2016, 2017 |          |          |
| Sparta Praag  |          |            |          |          |
| Pohár FAČR    | 1        | 2019/20    |          |          |
| Schalke 04    |          |            |          |          |
| 2. Bundesliga | 1        | 2021/22    |          |          |